# Nieuw-Amstel
Nieuw-Amstel was een nederzetting in Nieuw-Nederland, in het gebied dat oorspronkelijk Nieuw-Zweden was. Het lag bij Fort Casimir, dat in 1651 werd opgericht door de Nederlanders om de Zweden uit Nieuw-Zweden weg te bannen. De nederzetting werd na de verovering van Nieuw-Zweden door Peter Stuyvesant opgericht om de positie in dat deel van Nieuw-Nederland te versterken. De nederzetting staat tegenwoordig bekend als New Castle.